# ジョン・ステュアート卿と弟バーナード・ステュアート卿の肖像
『ジョン・ステュアート卿と弟バーナード・ステュアート卿の肖像』（蘭: Dubbelportret van Lord John Stewart en Lord Bernard Stewart, later Earl of Lichfield, 英: Double Portrait of Lord John Stuart and his Brother, Lord Bernard Stuart）は、バロック期のフランドル出身のイギリスの画家アンソニー・ヴァン・ダイクが1638年頃に制作した肖像画である。油彩。第3代レノックス公爵エズメ・ステュアートの7人いた息子のうち若くして世を去った末子の2人ジョン・ステュアート卿（Lord John Stewart, 1621年–1644年）と弟のバーナード・ステュアート卿（Lord Bernard Stewart, 1623年–1645年）を描いている。現在はロンドンのナショナル・ギャラリーに所蔵されている。

## 人物

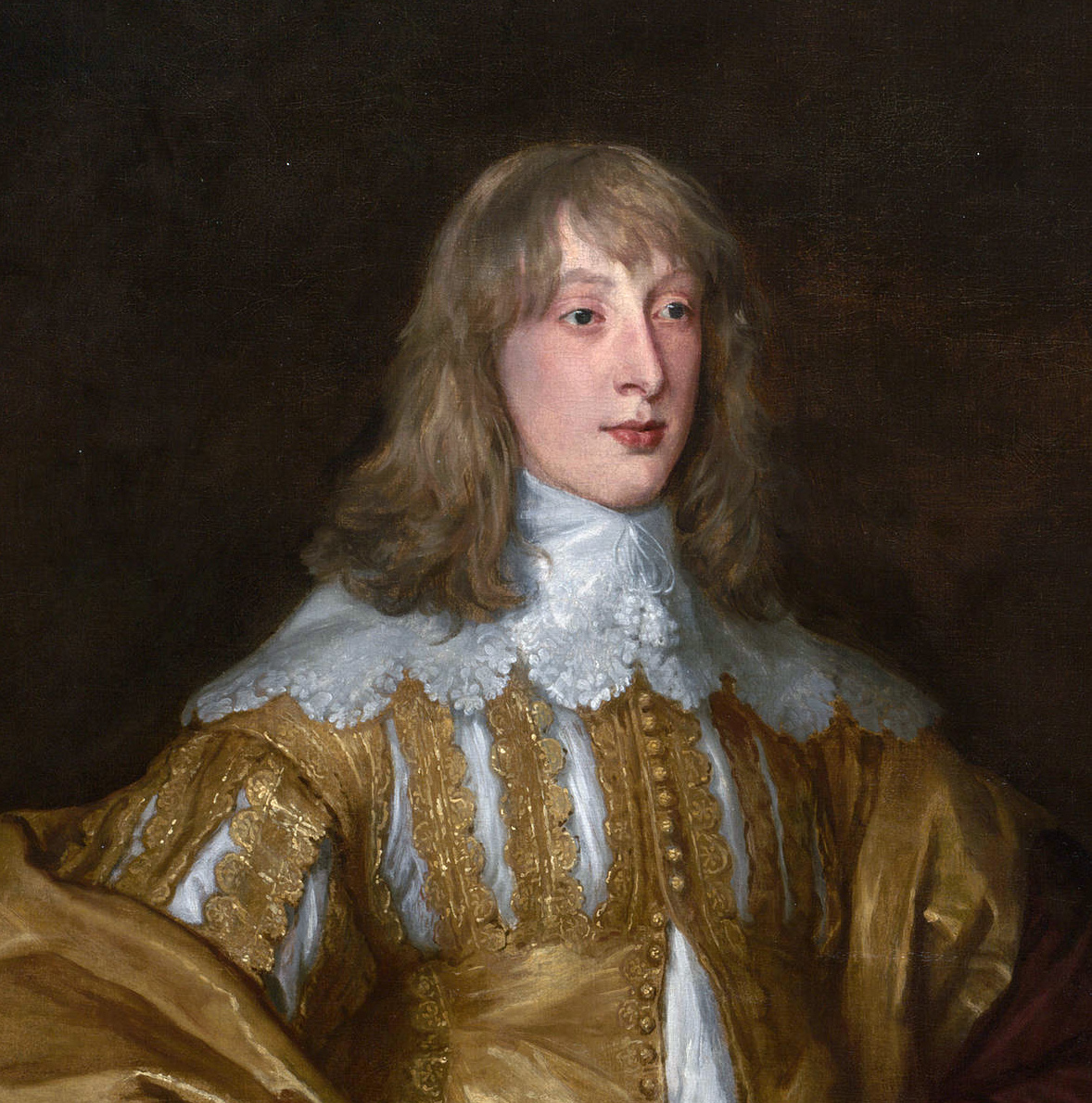
ジョン・ステュアート卿（ディテール）。

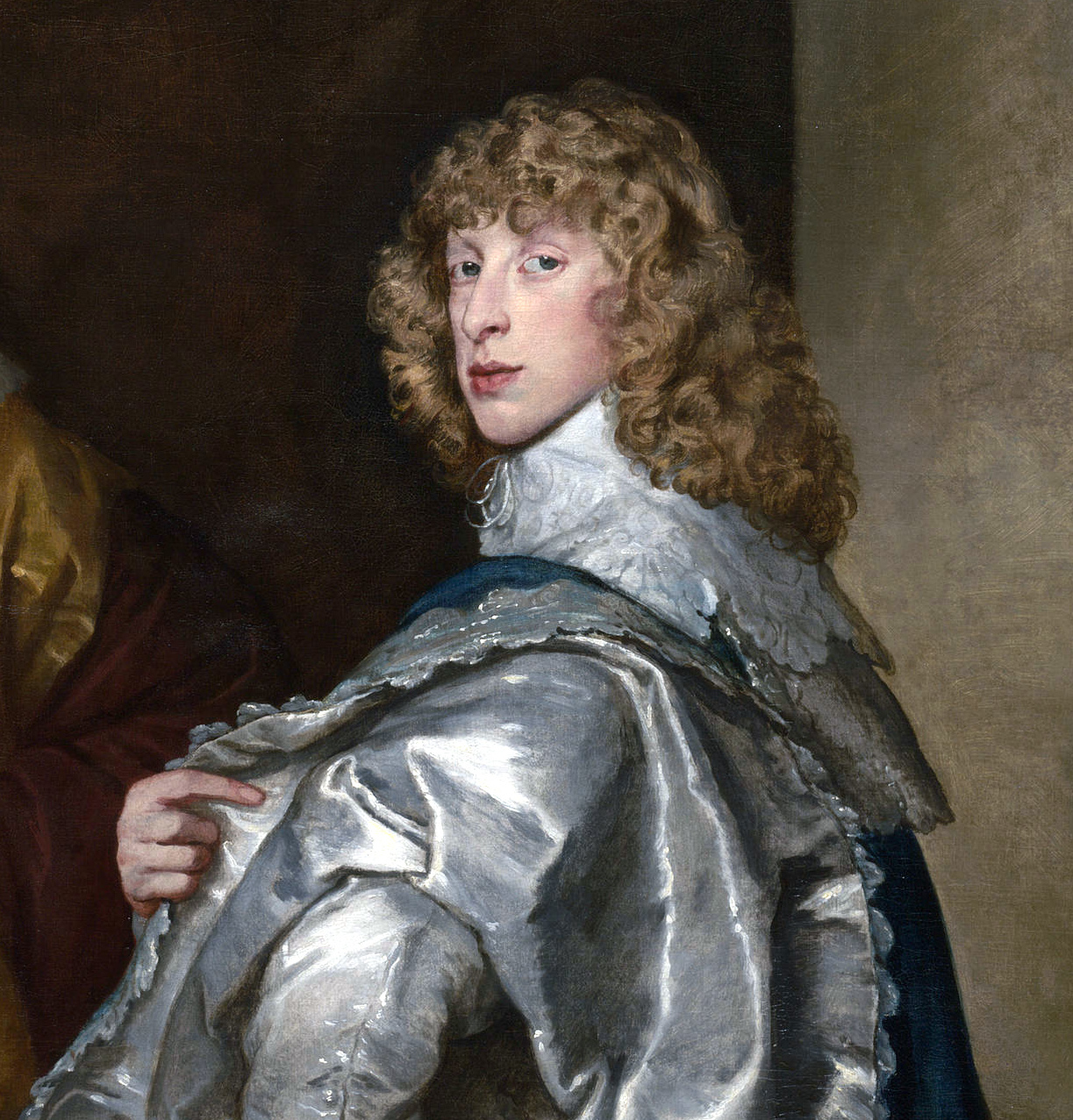
バーナード・ステュアート卿（ディテール）。

ジョン・ステュアート卿とバーナード・ステュアート卿は第3代レノックス公爵エズメ・ステュワートと第2代クリフトン女男爵キャサリン・クリフトンの息子で、それぞれ1621年と1623年に生まれた。レノックス公爵家はステュアート朝とは遠い親戚にあたり、イングランド王室に忠実な家柄であった。
1639年1月30日、2人は使用人6名と100ポンドとともに最長3年間の海外旅行の許可を与えられたが、他に彼らの旅行に関する記録は残されていない。折しも国王チャールズ1世と議会の間で政治的緊張が高まっており、1642年にはイングランド内戦が勃発しているため、彼らが旅行に行くことができたかどうかは明かではない。もっとも、2人の肖像画はおそらく旅行に行く記念として制作されたと考えられている。内戦が勃発するとジョンとバーナードは騎士党側で戦ったが、ジョンは1644年にチェリトンの戦いの戦いののちに負傷が原因で死去し、バーナードはロートン・ヒースの戦いで戦死した。

## 作品
アンソニー・ヴァン・ダイクはレノックス公爵の2人の息子たちを1枚のキャンバスに等身大の全身の二重肖像画として描いている。兄弟のうちジョン・ステュアート卿は画面左側に立ち、弟のバーナード・ステュアート卿は画面右側に立っている。当時おそらく18歳であったジョンと17歳のバーナードは貴族の優越感を暗に示しながら立っている。
ジョンとバーナードは左手を腰に当て、重なり合うように向かい合って立っているが、おたいがいの目は見ていない。ジョンは石の欄干に右の肘をつき、何気なく寄りかかりながら遠くを見つめており、物思いにふけっているように見える。これに対して、バーナードは肩越しに振り向いて鑑賞者に視線を送り、前方の石段に左足を置いて、右手でマントを持ち上げて銀色の裏地を見せつつ、左肘の先端を鑑賞者の側に突き出している。バーナードは左手に白い手袋を着用しており、その手に右手の手袋を持っている。このバーナードの姿勢は受動攻撃的である。ヴァン・ダイクは彼の左肘を突き出す身振りを強調することに関心を注いでおり、肘をできるだけ鑑賞者の側に向けるために、解剖学的正確さを無視しているように見える。実際にバーナードの左上腕はかなり不自然な形で肩から出ているが、兄弟の自信に満ちたポーズと、レースで縁取られた豪華な衣装で隠している。また一般的に1人の肖像画や3人の肖像画と比べて2人の肖像画は構図が困難とされるが、ジョンの右肘とバーナードの膝を共鳴させることで、心地よく優雅な構図を作りあげている。
ヴァン・ダイクのシルクやサテンの光沢と質感を想起させる能力は卓越しており、彼の肖像画がイギリスの貴族の間で非常に人気を博した理由の1つを明示している。ヴァン・ダイクは背景に明瞭でシンプルな線と落ち着いた色彩を使用することで、衣類の襞や曲線、豊かな色彩を引き立て、その効果をさらに高めている。ヴァン・ダイクはモデル同士の関係性や性格の違いを描写することも巧みであった。たとえばジョンの鑑賞者を見ずに欄干にもたれかかる様子は消極的であるのに対し、バーナードは鑑賞者を真っ直ぐに見つめ、ブーツの拍車と腰の剣をはっきり示しつつ、積極的に一歩を踏み出している。彼らの服装の黄色と青色（補色）、金色と銀色の色彩も強いコントラストをなしている。

## 来歴
肖像画は第3代リッチモンド公爵であり第6代レノックス公爵であるチャールズ・ステュアート（1639年-1672年）が所有したことが知られている。チャールズ・ステュアートが死去すると彼の財産とクリフトン男爵領のほとんどは、妹の第7代クリフトン女男爵キャサリン・オブライエン（Katherine O'Brien, 7th Baroness Clifton）に相続され、肖像画はさらに孫の第10代クリフトン女男爵セオドシア・ブライに相続された。その後一族のもとにあった肖像画は1904年に美術商のジョージ・ドナルドソン卿（Sir George Donaldson）に売却されると、ドイツ出身の銀行家アーネスト・カッセルの手に渡り、さらに曾孫に当たる姉妹、第2代ビルマのマウントバッテン女伯爵パトリシア・ナッチブルとパメラ・ヒックスに相続された。ナショナル・ギャラリーが相続税の代わりとして肖像画を受け取ったのは1988年のことである。

## 影響
18世紀にヴァン・ダイクの崇拝者であったイギリスの画家トマス・ゲインズバラによって模写されている。現在はミズーリ州セントルイス市のセントルイス美術館に所蔵されている。

## ギャラリー
アンソニー・ヴァン・ダイクはまた彼らの長兄で、のちに初代リッチモンド公爵となるジェイムズ・ステュワートの肖像画も描いている。

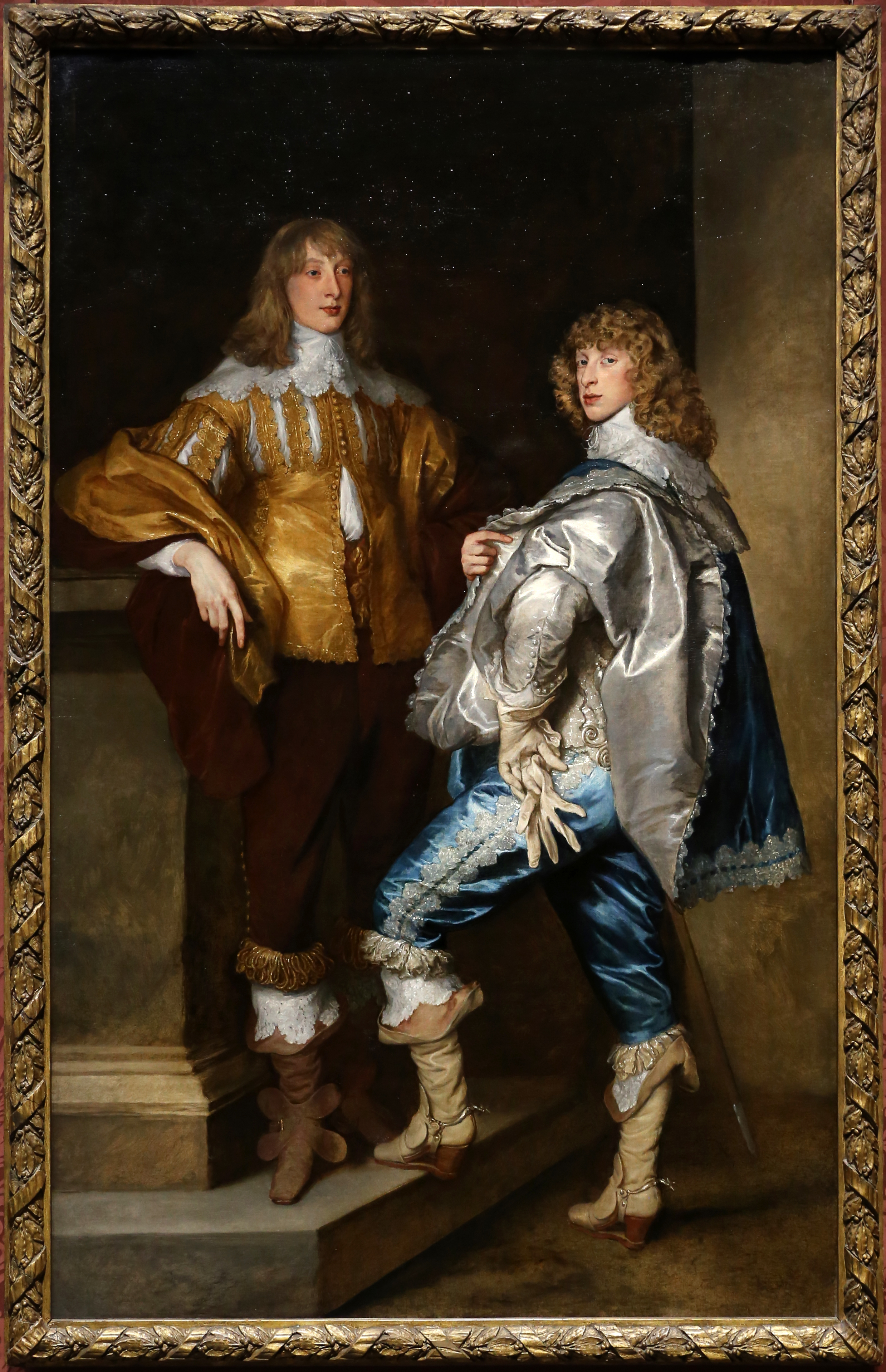
額縁
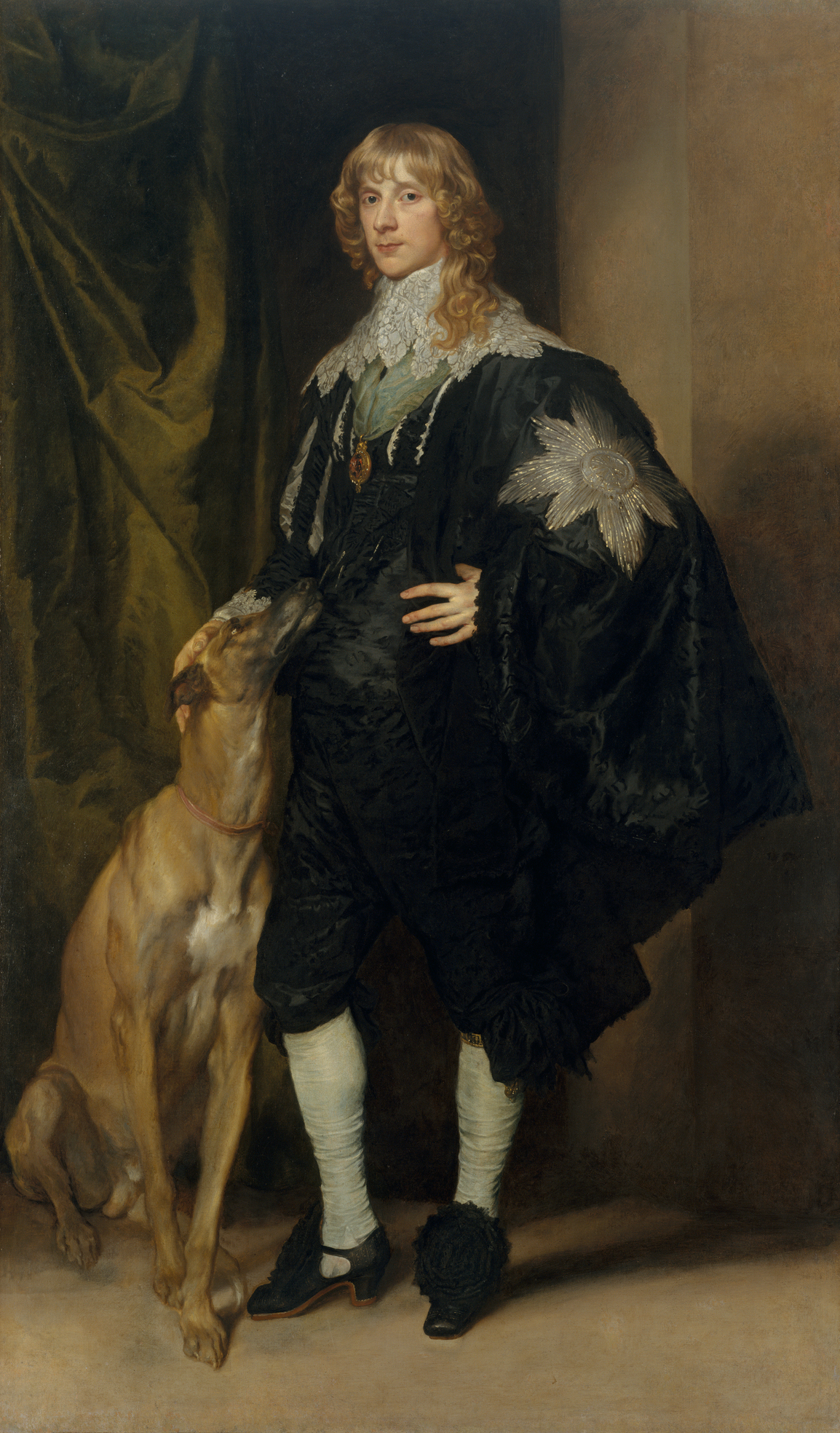
『レノックス公爵およびリッチモンド公爵ジェームズ・ステュアートの肖像』1633年-1635年頃 メトロポリタン美術館所蔵
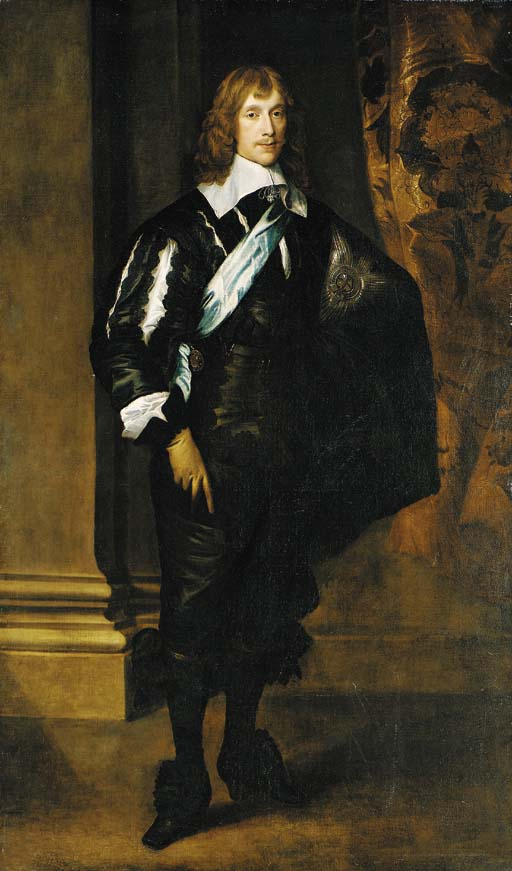
『第4代レノックス公爵および初代リッチモンド公爵ジェームズ・ステュアートの肖像』1638年 個人蔵
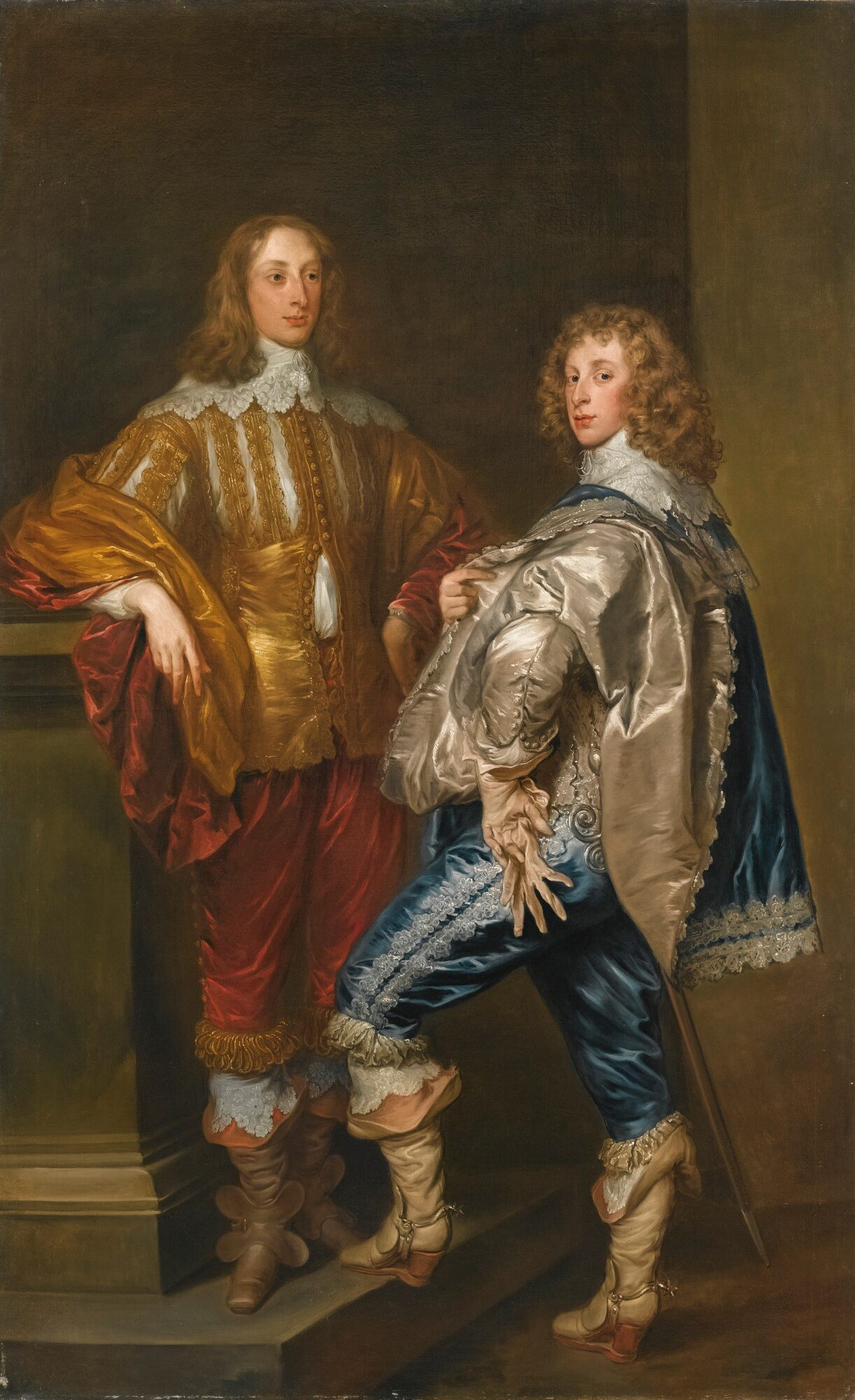
トマス・ゲインズバラにる模写 1760年代半ば セントルイス美術館所蔵